# John Fowles
John Robert Fowles (Leigh-on-Sea, 31 maart 1926 - Lyme Regis, 5 november 2005), was een Engelse romanschrijver en essayist.

## Levensloop
Fowles was een zoon van sigarenhandelaar Robert J. Fowles en onderwijzeres Gladys Richards. Na zijn eerste opleiding genoten te hebben aan Bedford School en Edinburgh University, studeerde hij aan New College, onderdeel van de Universiteit van Oxford. Hij studeerde hier zowel Frans als Duits. Het zwaartepunt van zijn studie kwam bij Frans te liggen. Na zijn studietijd ging Fowles lesgeven in Frankrijk, Griekenland en Engeland. Door het succes van zijn eerste roman kon hij zich toe gaan leggen op het schrijverschap.
In 1968 ging Fowles in het graafschap Dorset te Lyme Regis wonen. Het zou het decor worden voor zijn roman The French Lieutenant's Woman, waarin vooral het havenhoofd 'The Cobb' nadrukkelijk aanwezig is. In 1981 werd het boek verfilmd met een scenario van de Britse toneelschrijver en latere Nobelprijswinnaar Harold Pinter. De film werd genomineerd voor een Oscar.
Fowles gaf ooit te kennen dat hij erg onder de indruk was van schrijver Alain Robbe-Grillet. Zelf staat hij bekend om zijn invloed op het postmodernisme. Fowles stierf in zijn woonplaats Lyme Regis, na een lang ziekbed.

## Verfilmingen
- The Collector (1965)
- The Magus (1968)
- The French Lieutenant's Woman (1981)
- The Ebony Tower (1984)